# Aïllant tèrmic

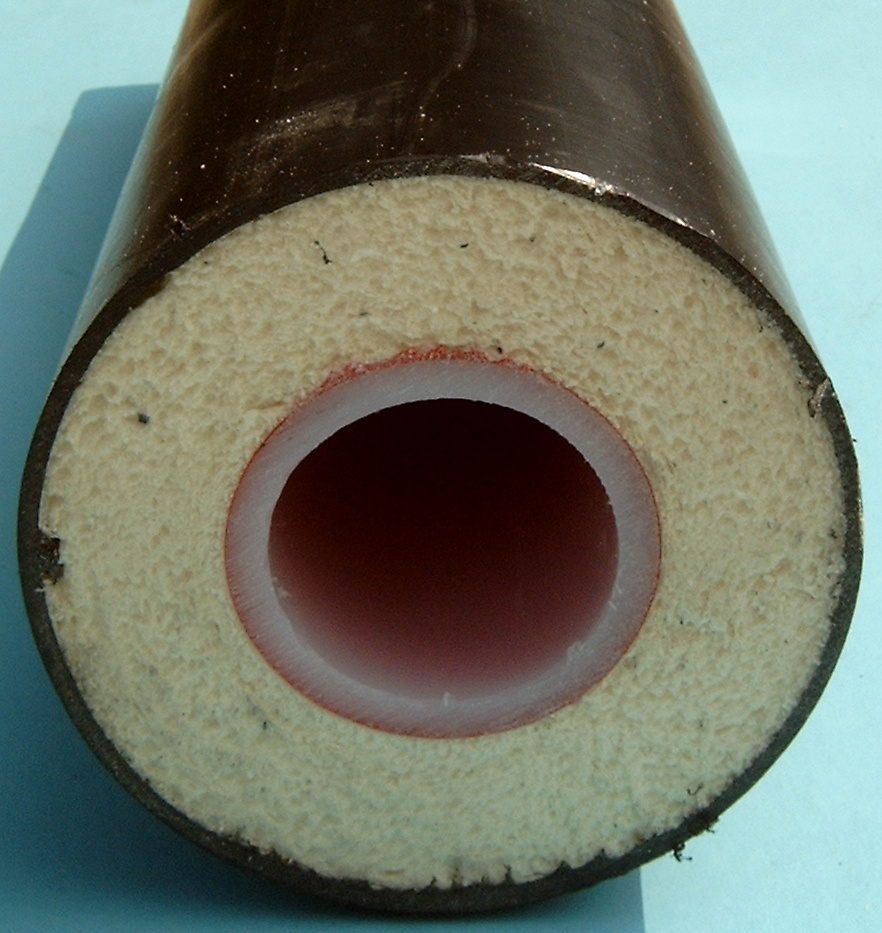
Canonada aïllada amb porexpan

Un isolant o aïllant tèrmic és un material caracteritzat per la seva alta resistència tèrmica i té com a funció de limitar o dificultar la transmissió d'energia calorífica entre els dos ambients. Es consideren com a materials aïllants tots aquells que presenten simultàniament una conductivitat tèrmica inferior a 0,060 W/m·K i una resistència tèrmica superior a 0,25 m²·K/W.
Gràcies a la seva baixa conductivitat tèrmica i un baix coeficient d'absorció de la radiació, el material més resistent al pas de calor és l'aire i alguns altres gasos. Tanmateix el fenomen de convecció que s'origina en les cambres d'aire, augmenta sensiblement la seva capacitat de transferència tèrmica. Per aquesta raó es poden utilitzar com a isolació tèrmica materials porosos o fibrosos, capaços d'immobilitzar l'aire confinat en l'interior de cel·les més o menys estanques. Se solen utilitzar com a aïllants tèrmics específics materials combinats de sòlids i gasos: fibra de vidre, llana d'ovella, llana de roca, vidre expandit, poliestirè expandit (pòrex o porexpan), escuma de poliuretà, aglomerat de suro, etc. En la majoria dels casos el gas tancat és l'aire. Sovint, però, basta una o diverses capes d'un material simple, sovint teixit (llana o cotó).
Els aïllants tèrmics es poden aplicar en nombrosos camps, com per exemple: el tèxtil, l'energètic (panells solars, recobriment de cables i de tubs...), la construcció, la indústria, etc.

## Aïllants tèrmics en el vestuari

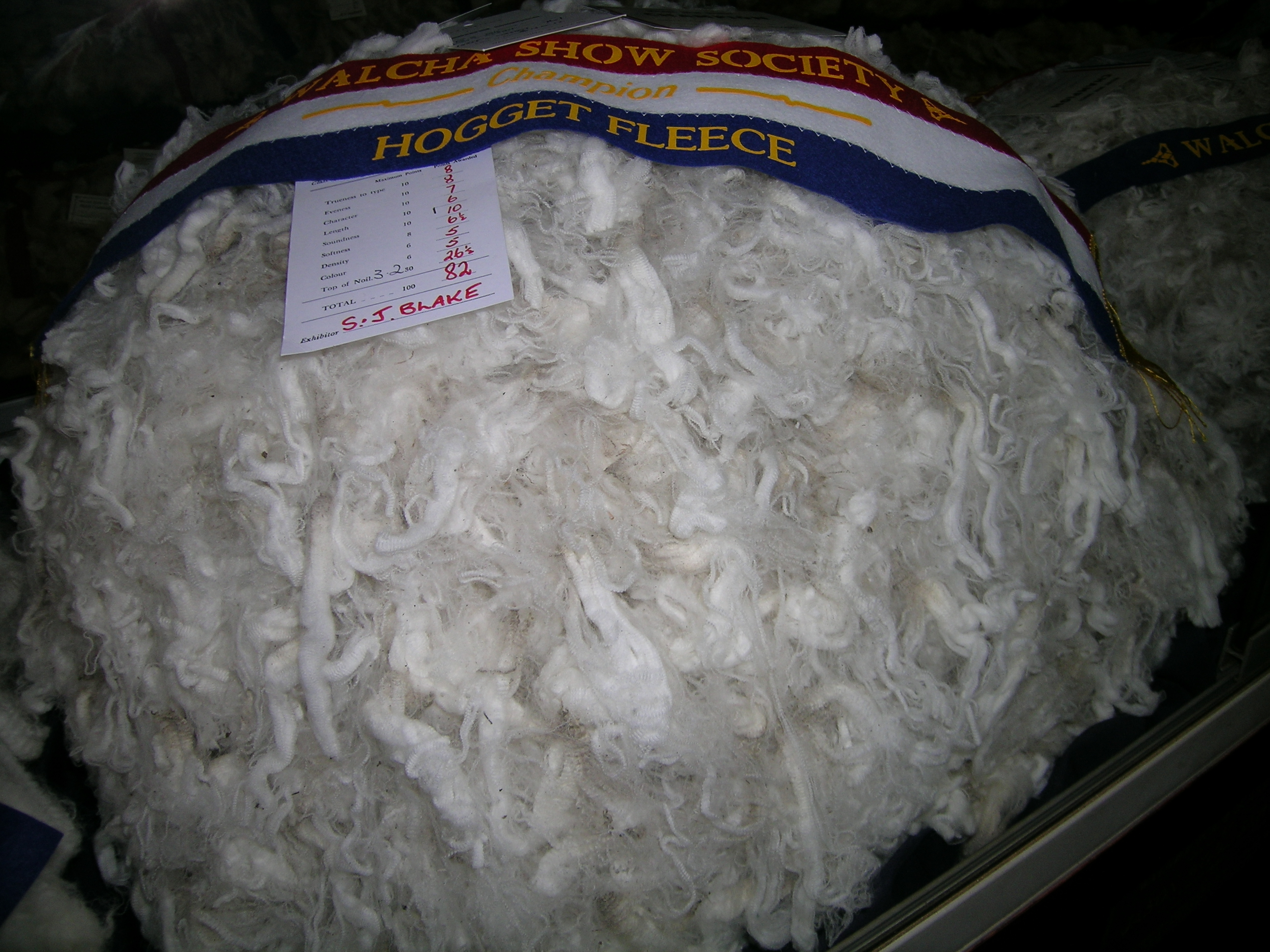
Llana abans de ser filada i teixida

Des d'antic, un dels aïllants tèrmics més eficaços i més utilitzats és la llana. Aquesta s'empra tant en països freds, per a protegir-se del fred, com als que són molt calorosos, per a guardar el cos de l'entrada de la calor externa. Així, la majoria d'homes del desert es vesteix amb roba de llana, i és també el material utilitzat tradicionalment per a les tendes. El simple fet de cobrir-se amb una capa de cotó, no sols el cos sinó el cap, a més de protegir de cremades solars (encara que no completament, ja que el sol passa a través del porus de la roba) crea una cambra d'aire entre la capa de cotó i la pell que fa baixar notablement la temperatura d'aquesta, si es compara amb l'alternativa de no portar-ne.
La saviesa popular coneix també des d'antic el que ara es pot mesurar i calcular amb aparells de mesura o amb càlculs d'equacions i simulacions per ordinador: que en general diverses capes de teixit fi isolen més que una sola de gruixuda.
Fins fa poc els teixits més indicats eren els naturals (lli, cotó, llana) per a afavorir la transpiració, permetre a la pell de respirar i evitar l'efecte olla de pressió; però actualment s'han creat teixits sintètics que, mantenint característiques similars, tempten de millorar sobretot la lleugeresa i el gruix, i fins i tot de vegades se n'utilitzen altres com ara afegir impermeabilitat, etc. Alguns exemples són el folre polar i el Gore-Tex®.

## Aïllants tèrmics en la construcció

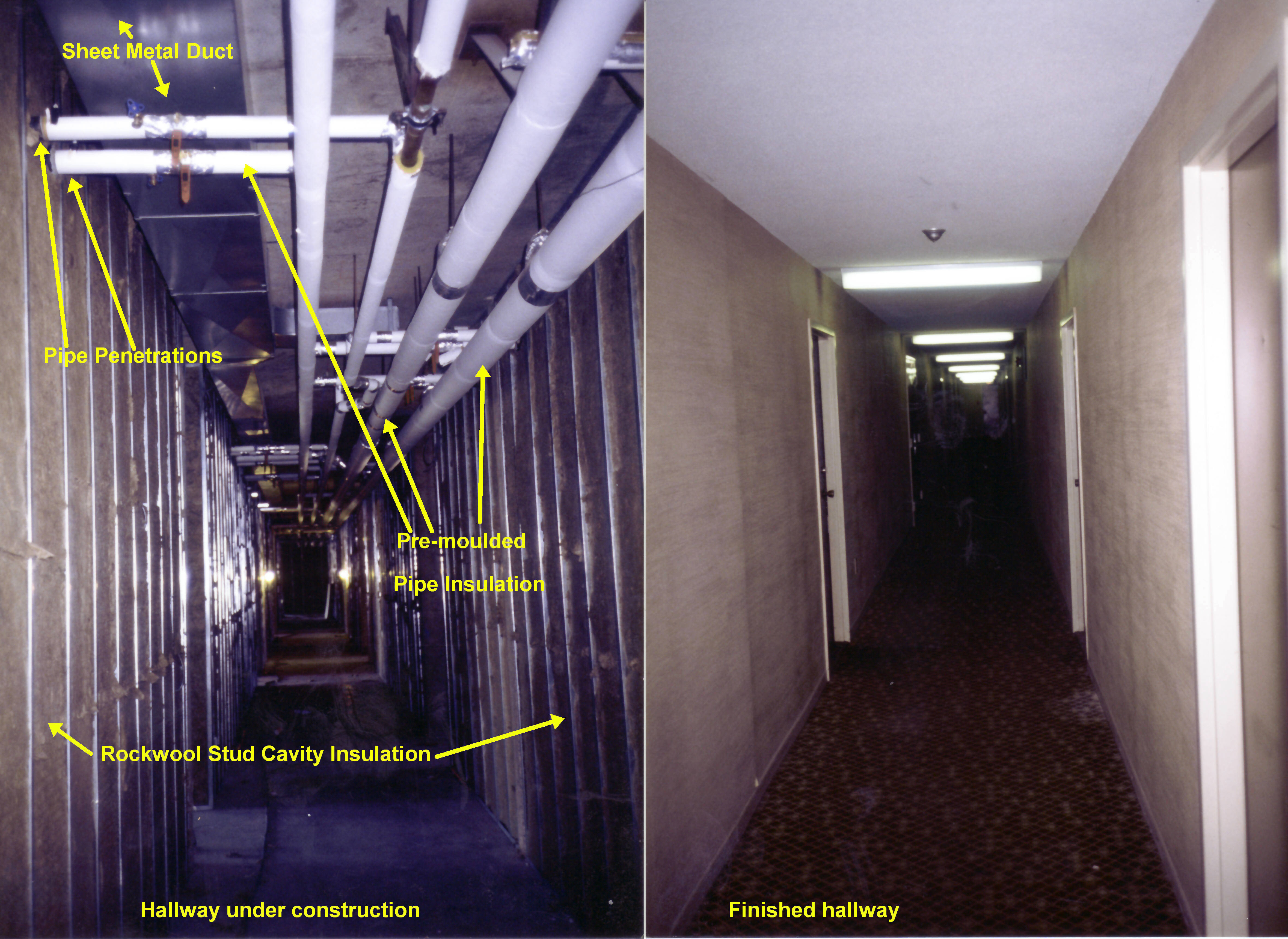
Algunes aplicacions habituals d'aïllament tèrmic en un apartament canadenc.

Un producte aïllant tèrmic és un producte que redueix la transmissió de calor a través de l'estructura sobre la qual, o en la qual s'instal·la. Els límits numèrics només es poden definir quan l'aplicació específica s'ha definit.
Ja que el mercat i els usuaris exigien unes majors característiques de confort, la qualitat constructiva exigida als promotors ha augmentat molt durant els darrers anys. La importància dels aïllaments per a la construcció ha anat directament lligat a l'augment del confort, essent avui dia, un element inqüestionable de qualsevol obra actual.
Quan l'arquitectura va acceptar la separació d'usos entre estructura i tancaments, l'element paret va reduir el seu cantell fins al mínim necessari per a aguantar-se. Degut a aquest procés de reducció, el tancament tradicional va perdre massa, al mateix temps que les cambres interiors guanyaven en espai i en llum.
Prenent els dos factors per separat, veiem que:
1. La reducció de cantell comporta una reducció important de la capacitat aïllant de l'element. Al mateix temps que una reducció de massa comporta una reducció important de la seva inèrcia tèrmica.
2. L'augment de l'espai interior emmena una augmentació directa del consum energètic que cal per a escalfar les cambres, i mantenir-les a una temperatura de confort. S'hi ha d'afegir l'aparició de gran obertures que creen ponts tèrmics importants.

És per aquests motius que aparegueren al mercat, un seguit de materials que, essent relativament esvelts, arribaven a ser mals conductors de la calor. Els aïllaments doncs foren la resposta eficient al menester d'estalvi energèticals edificis moderns. A mesura que els materials de paret es van transformar cada cop més en paper, el menester de bons isolants no ha parat creixent.
Per tal de poder avaluar una proposta d'intervenció en l'aïllament d'un edifici cal disposar i seguir una metodologia que permeti dur a terme aquesta avaluació per poder determinar la conveniència de la proposta i optimitzar-ne el dimensionament abans de la seva implementació.
Des d'un punt de vista de rigorositat tècnica absoluta, caldria fer en cada cas una avaluació de la demanda energètica de tot l'edifici abans de la intervenció proposada i després de la intervenció (per exemple, fent servir eines de simulació energètica). Òbviament, la diferència seria el guany aportat per la intervenció.

## Aïllants tèrmics
- Aerogels
- Llana
- Llanes sintètiques
- Poliestirè expandit
- La fusta